# Bilal El Megri
Bilal El Megri, né le 8 juin 1990 à Tétouan, est un footballeur marocain évoluant au poste d'attaquant au Difaâ d'El Jadida.

## Biographie

### En club
Né à Fnideq, Bilal El Magri a été formé au Raja de Casablanca, El Magri qui joue au poste de milieu relayeur ou milieu offensif n'eut pas l'occasion de représenter les couleurs de son club formateur et ne joue pas avec l'équipe A du Raja.
À l'âge de 19 ans, Bilal rejoint le Moghreb de Tétouan, puis toujours au nord du Maroc, en 2010, il est prêté à Chabab Rif Al Hoceima où il passe quelques mois avant de revenir au Moghreb de Tétouan. Avec ce club-là, il vit l'épopée et l'âge d'or du club qui remporte le championnat à deux reprises et Bilal participe également à la Ligue des champions de la CAF ainsi que la Coupe du monde des clubs de la FIFA 2014. Vu la grande concurrence entre les attaquants du Moghreb de Tétouan, Bilal El Magri décide de mettre fin à son expérience avec les Tétouanis. 
El Magri fut transféré par l'Olympique de Khouribga en 2014, il fait de grandes prestations avec le club et lors de sa dernière saison avec l'Olympique il se fait distinguer lors d'une rencontre contre le Wydad de Casablanca où il inscrit deux buts à la ville Khouribga et ainsi qu'il a gagné avec ce dernier coup du trône contre les Fus en 2015.
Transféré au Difaâ d'El Jadida, El Magri devait remplacer Zakaria Hadraf qui quitta le club, El Magri était devant une mission difficile celle de remplacer un des plus grands joueurs du championnat. Bilal Magri réalise de grandes performances dès le début de la saison, il se fait remarquer avec ses passes décisives et ses tirs puissants ainsi que sa capacité d'inscrire les coups francs et sa rapidité. Lors de la demi-finale de la Coupe du Trône, Bilal inscrit un doublé contre la Renaissance de Berkane et permet à son équipe lors de ce match difficile à accéder à la finale qui fut par la suite perdu contre le Raja CA. El Magri joue aussi la Ligue des champions de la CAF et marque un but dès le tour préliminaire.

### En sélection
Les grandes prestations de Bilal El Magri lui ont permis d'être appelé par le sélectionneur national Jamal Sellami pour rejoindre l'équipe du Maroc A' des locaux et joue un match avec le onze national.

## Palmarès
- Champion du Maroc en 2012 et 2014 avec le MA Tétouan